# Christoph Melchior Roth

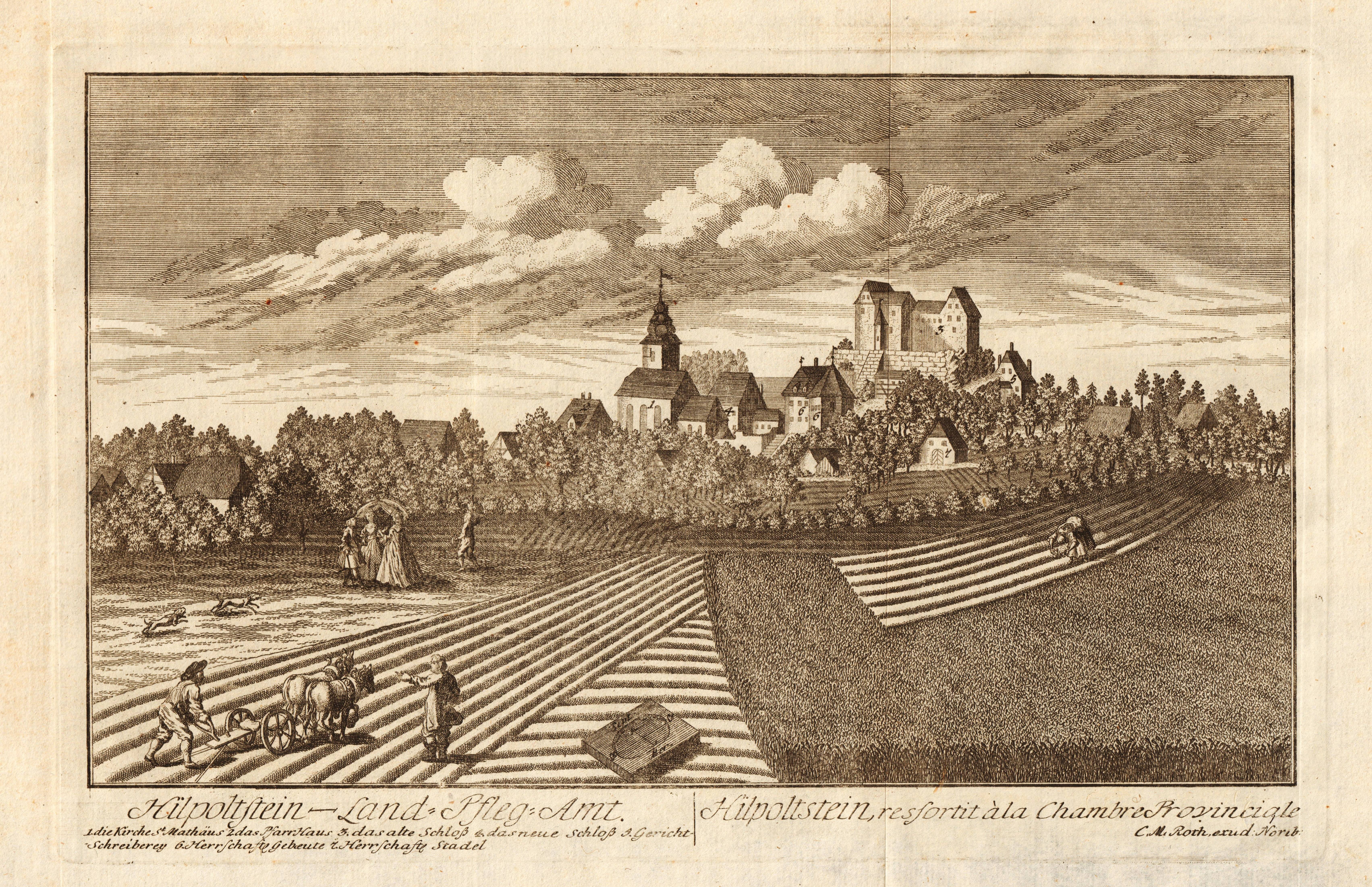
Kupferstich von C.M. Roth nach Zeichnung M.G. Lampferdtinger, erstmals 1759; hier: Ausgabe 1760

Christoph Melchior Roth (geb. 31. Mai 1720 in Fürth; gest. 1798) war ein Fürther und Nürnberger Kupferstecher, Kunsthändler und Verleger. Sein Todesjahr ist nicht sicher bekannt, es wird das Jahr 1798 vermutet, ebenfalls denkbar wäre 1793. Seine Künstler-Signatur auf Zeichnungen und Kupferstichen war „C. M. Roth“.

## Leben und Wirken

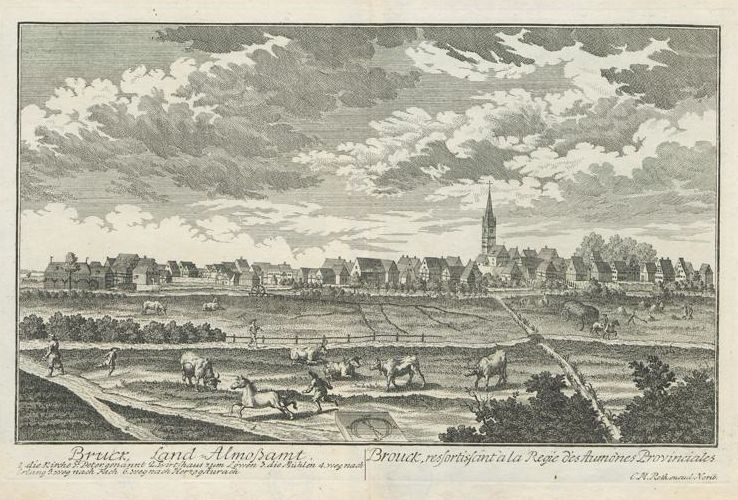
Kupferstich von Bruck (Erlangen), 1760

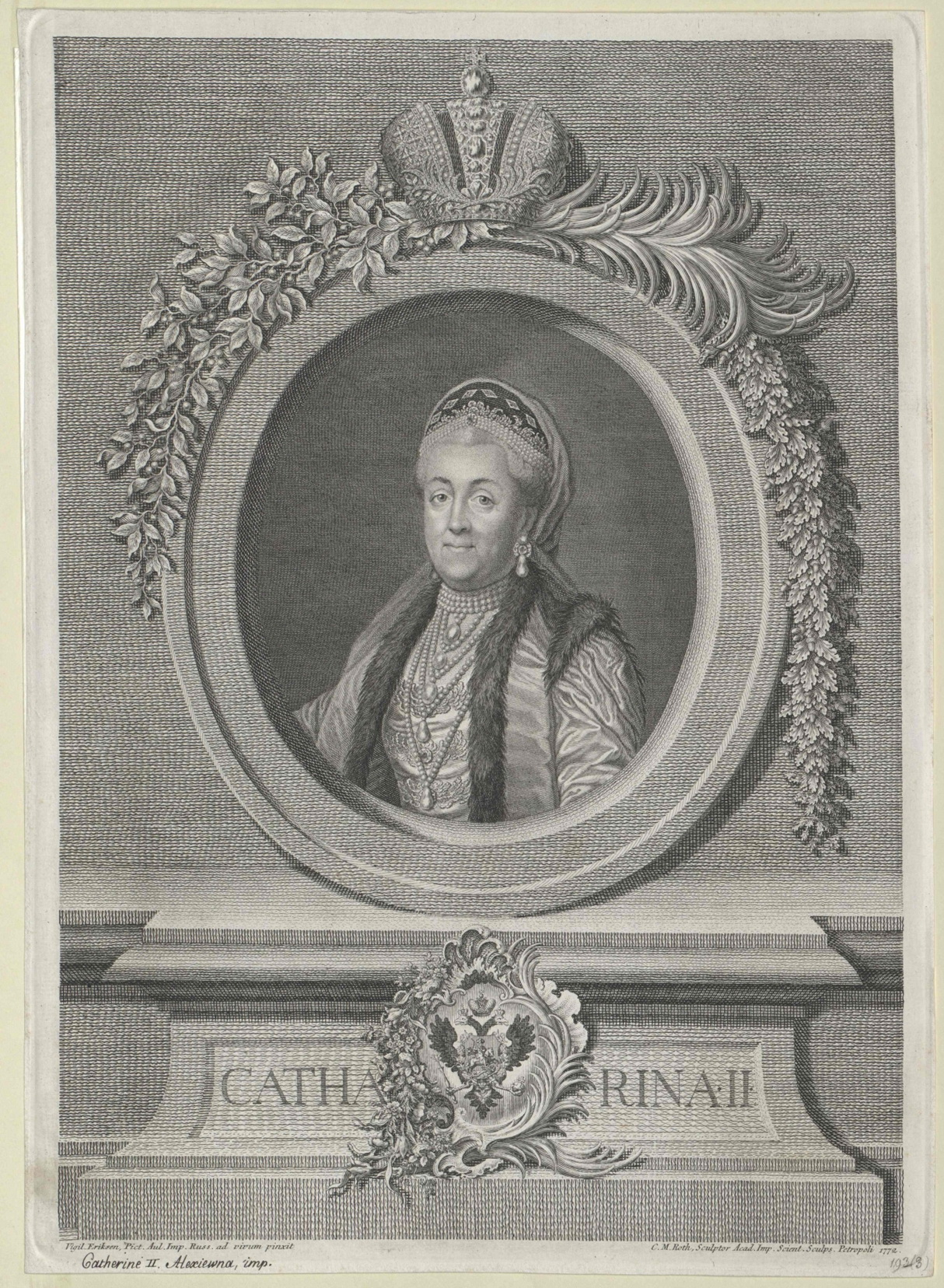
Katharina II. in russischem Gewand, nach Zeichnung Vigilius Erichsen, 1772

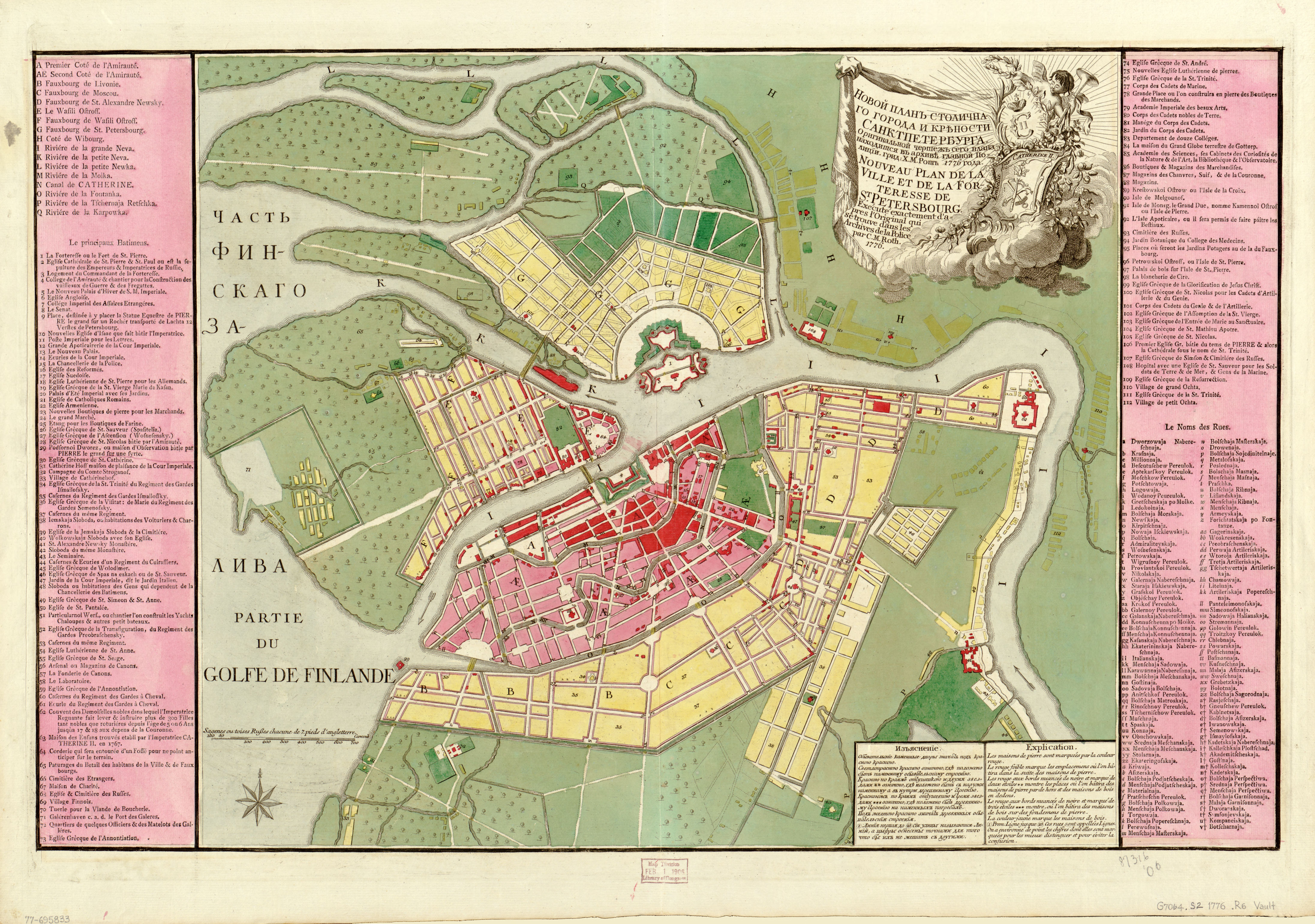
Stadtplan von St. Petersburg, 1776

Der Sohn des Spezereihändlers Christian Roth und seiner Frau Juliana Magdalena wuchs in Fürth mit seinem Bruder auf. Über seinen jüngeren Bruder Matthäus Roth sind keine Lebensdaten bekannt, lediglich die Taufe am 12. Mai 1728. Auch über die Ausbildung zum Kupferstecher und Radierer der beiden Brüder ist aktuell nichts Näheres bekannt. Als Signatur erscheint auf allen gestochenen Blättern „C.M. Roth“, der jüngere Bruder wird lediglich in der Titelei der gemeinsam produzierten Bücher namentlich erwähnt.
Als Verleger erwarben sich beide große Verdienste durch Herausgabe zweier Werke zur Kirchengeschichte der Reichsstadt Nürnberg und ihres Gebietes. Das erste waren die Diptycha Ecclesiarum in Oppidis et Pagis Norimbergensibus (1759), eine Beschreibung aller Geistlichen in den Kirchen des Nürnberger Gebiets. Die Textautoren waren Carl Christian Hirsch und Andreas Würfel, das Buch ist 600 Seiten stark mit zahlreichen Abbildungen. Aus diesem Band wurden 1960 die doppelseitigen Kupferstiche der Veduten nochmals separat publiziert, unter dem Titel „Prospecte aller Nürnbergischen Stædtlein, Markt-Flecken, und Pfarr-Dörffer…“ (1760). Diese Kupferstiche sind heute überwiegend als Einzelblätter verbreitet. 1766 erschien das „Diptychorum ecclesiarum Norimbergensium succincta enucleatio, das ist: Ausfürliche Beschreibung aller und jeder Kirchen, Klöster, Capellen und der annoch in denenselben befindlichen merkwürdigen Monumenten, wie auch derer Siechköbel in und vor Nürnberg“. Das Werk umfasst 512 Seiten mit zahlreichen Kupferstichen. Bis in die heutige Zeit haben die Kupferstiche der Veduten einen kunsthistorisch großen Wert und erfreuen sich auch im Nachdruck großer Beliebtheit, denn es sind neben den Stichen von Johann Alexander Boener (um 1700) oft die einzigen Abbildungen von Dörfern des Fürther und Nürnberger Landgebietes vor dem Ende des 18. Jahrhunderts. Auch die Abbildungen von Kirchen und Kapellen der beiden Städte sind städtebaulich und historisch wertvoll, da heute zum Teil einige Kirchen oder Gebäude abgebrochen oder nur stark verändert erhalten sind.
Diese verlegerischen Großprojekte hatten die Brüder Roth in große finanzielle Schwierigkeiten gebracht, so dass sie vor ihren Gläubigern nach Sankt Petersburg flohen und dort für mehr als zehn Jahre blieben. Eine Rückkehr in die Heimat war erst 1777 wieder möglich. In Sankt Petersburg waren die Gebrüder Roth zunächst als Porträtstecher tätig, wechselten aber von 1768 bis 1770 an die Russische Akademie der Wissenschaften als Kartenstecher. Ihr letztes großes Stichwerk waren die Abbildungen in der seit 1776 erschienenen „Beschreibung aller Nationen des Russischen Reichs, ihrer Lebensart, Religion, Gebräuche, Wohnungen, Kleidung und übrigen Merkwürdigkeiten“ (Ausgabe in 4 Bänden 1776–1780).
In den Jahren 1774 bis 1777 wurde das Werk Description de la Chine et de la Tartarie chinoise von Jean-Baptiste Du Halde von Ignatij Antonovič Tejl’s
, Theils, Tails oder Teyls (Игнатий Антонович Тейльс / Теильс) vom Französischen ins Russische übersetzt und in St. Petersburg von der Druckerei des Heeres-Kadetten-Korps (Типография Сухопутного кадетского корпуса) gedruckt. Christoph Melchior Roth hat dafür das Titelbild für Band 1 gestochen. 

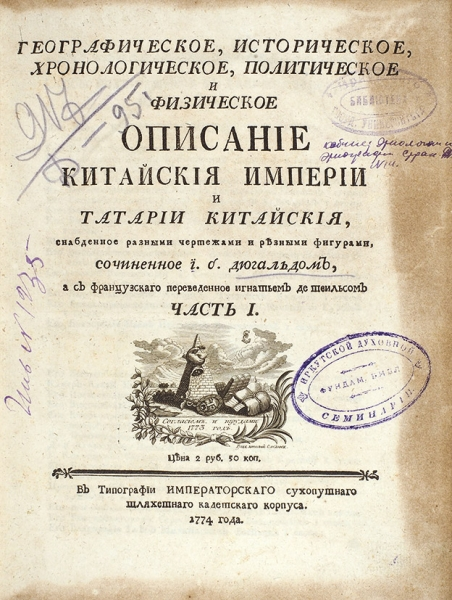
Географическое, историческое, хронологическое, политическое и физическое описание Китайския империи и Татарии Китайския, Titelbild der russischen Ausgabe von 1774

## Werke
- Diptycha Ecclesiarum in Oppidis et Pagis Norimbergensibus, das ist: Verzeichnis und Lebensbeschreibungen der Herren Geistlichen, welche seit der gesegneten Reformation biß hieher, so wohl in den Städtlein als auf denen Dorfpfarren Nürnbergischen Gebiets gedienet, nebst einer topographischen Nachricht der Oerter, Beschreibungen der Kirchen, Capellen und der annoch in denenselben befindlichen merkwürdigen Monumenten: gefertiget von Andreas Würfel, Pfarrer in Offenhausen… Nürnberg, Verlegts Christoph Melchior und Matthäus Roth, Gebrüdere, Kunsthändlere und Kupferstechere. 1759 Bay. Staatsbibliothek MDZ Digitalisat
- Prospecte aller Nürnbergischen Stædtlein, Markt-Flecken, und Pfarr-Dörffer… in Verlag bey Cph: Melch: und Matth: Roth, Gebrüdere. 1760 online-Digitalisat der Universitäts- und Landesbibliothek Sachsen-Anhalt
- Diptychorum ecclesiarum Norimbergensium succincta enucleatio, das ist: Ausfürliche Beschreibung aller und jeder Kirchen, Klöster, Capellen und der annoch in denenselben befindlichen merkwürdigen Monumenten, wie auch derer Siechköbel in und vor Nürnberg, benebst genauer Verzeichniß sämtlicher Herren Geistlichen, welche seit der gesegneten Reformation bis hieher allda gedienet haben: Als ein kurzer Auszug aus einem grössern Werk, welches vom Herrn Carl Christian Hirsch, wohlverdienten Diacono an der Haupt= und Pfarrkirche bey St. Laurentzen, angefangen, auf dessen Absterben aber fortgesetzet und vollendet worden vom Andreas Würfel, Pfarrer in Offenhausen… Nürnberg, verlegts Christoph Melchior Roth, 1766 Bavarica – Digitalisat